# Sicily Island
Sicily Island é uma vila localizada no estado americano de Luisiana, na Paróquia de Catahoula.

## Demografia
Segundo o censo americano de 2000, a sua população era de 453 habitantes.
Em 2006, foi estimada uma população de 450, um decréscimo de 3 (-0.7%).

## Geografia
De acordo com o United States Census Bureau tem uma área de
1,5 km², dos quais 1,5 km² cobertos por terra e 0,0 km² cobertos por água. Sicily Island localiza-se a aproximadamente 36 m acima do nível do mar.

## Localidades na vizinhança
O diagrama seguinte representa as localidades num raio de 28 km ao redor de Sicily Island.